# Corticoterapie
Corticoterapia este aplicată în cazul bolilor reumatice. Cortizonul este un puternic antiinflamator și a fost o adevărată revoluție în medicină momentul în care acesta a fost descoperit de către Kendall în 1935. Totuși, terapia pe bază de cortizon are și efecte adverse, fiind imunosupresor în doze foarte mari sau producând osteoporoză sau miopatii în cazul unei utilizări îndelungate. De asemenea, tratamentul îndelungat produce dereglări de metabolism, precum sinteza zaharurilor, grăsimilor și apei, dereglează funcționarea inimii, structura vaselor de sânge, tensiunea arterială precum și răspunsul organismului la stres. Astfel și poate ajunge la o serie de boli grave,  precum: osteoporoza, cataractă, diabet, arteroscleroză, atrofie cutanată. Este foarte important a se lua în considerare raportul risc -beneficiu. Totuși terapia cu cortizon este foarte necesară în cazul articulațiilor dureroase cu condiția să fie mai puțin de 5 articulații de tratat. Este de preferat introducerea tratamentului intraarticular, pentru a diminua efectele adverse sistemice. Beneficiile  tratamentului nu se simt imediat, ci în timp de 3 luni, iar întreruperea tratamentului nu trebuie făcută brusc, ci treptat, altfel putând genera crize serioase, precum și tumori. Cortizonul se poate administra atât pe cale orală, cât și venoasă, în funcție de recomandarea reumatologului, însă administrarea intraarticulară este cea mai adesea utilizată. Tratamentul pe bază de cortizon, este urmat la recomandarea medicului și este ținută sub control toată evoluția pacientului, fiind atent supravegheate toate posibilele efecte adverse.